# بوبا مدينبور
بوبا مدينبور رمزها «PR» (بالإنجليزية: Purba  Medinipur)‏ ، هو تقسيم إداري لدولة الهند تتبع ولاية البنغال الغربية (بالإنجليزية: West  Bengal)‏ ، مركزها هو مدينة تاملوك (بالإنجليزية: Tamluk)‏ عدد سكانها حسب تعداد سنة 2001 هو 4,417,377 ، مساحتها 4,785 كم² وكثافة السكان 923 لكل كم² .